# Department of Environment and Natural Resources
Il Department of Environment and Natural Resources (in tagalog: Kagawaran ng Kapaligiran at Likas Yaman; italiana: Dipartimento di Ambiente e Risorse Naturali), spesso abbreviato in DENR o KKLY, è il Ministero del Governo filippino incaricato della conservazione, gestione, sviluppo e uso corretto delle risorse ambientali e naturali dello Stato delle Filippine con particolare attenzione alle foreste, ai pascoli, alle risorse minerarie e ai bacini acquatici.
L'Ente fu creato nel 1863 al tempo della colonizzazione spagnola dell'arcipelago con il nome di Inspección General de Montes e, pur avendo particolare responsabilità nel solo campo dell'amministrazione forestale, si preoccupava anche della gestione di risorse naturali con compiti di inventario e protezione, classificazione delle terre, protezione dei bacini idrici e mantenimento delle risorse minerarie e di biodiversità.